# Fluorooctan sodu
Fluorooctan sodu – organiczny związek chemiczny, sól sodowa kwasu fluorooctowego. Silnie toksyczna substancja stosowana jako rodentycyd (środek gryzoniobójczy), otrzymana w czasie II wojny światowej.

## Występowanie
Fluorooctan sodu występuje naturalnie w południowoafrykańskiej roślinie zwanej gifblaar (Dichapetalum cymosum) oraz australijskiej roślinie Acacia georginae. Wielokrotnie był odnotowywany jako przyczyna śmierci owiec i bydła.

## Otrzymywanie
Otrzymywany syntetycznie poprzez saponifikację fluorooctanu etylu z nadmiarem wodorotlenku sodu w suchym metanolu:
CH
2FCOOEt + NaOH → CH
2FCOONa + EtOH
Otrzymaną sól zbiera się, następnie przemywa metanolem, suszy i poddaje filtracji.
W innej metodzie produkcji wykorzystywany jest fluorek potasu, który wypiera atom chloru z chlorooctanu sodu zastępując go fluorem:
CH
2ClCOONa + KF → CH
2FCOONa + KCl

## Właściwości
W warunkach normalnych fluorooctan sodu jest bezbarwnym lub białym, bezwonnym krystalicznym ciałem stałym. Nie ma smaku, choć jego roztwory wodne mają lekki posmak octu. Ma właściwości higroskopijne. W temperaturze topnienia wynoszącej ok. 200 °C następuje rozkład związku z wydzieleniem toksycznych substancji, m.in. fluorowodoru i tlenku węgla. Nie uwalnia fluoru ze swojej cząsteczki z taką łatwością, jak wiele innych organicznych związków fluoru.
Fluorooctan sodu jest bardzo dobrze rozpuszczalny w wodzie. W metanolu i etanolu rozpuszcza się słabo, natomiast w acetonie, chloroformie i czterochlorku węgla jest praktycznie nierozpuszczalny. Jest czasem barwiony na czarno w produktach handlowych.
Jest substancją niepalną, nielotną i niewybuchową. Ciśnienie pary nasyconej jest znikome (ok. 0 mmHg w 20 °C). W trakcie przechowywania jest stabilny i nie ulega niebezpiecznym reakcjom, np. polimeryzacji.

## Zagrożenia

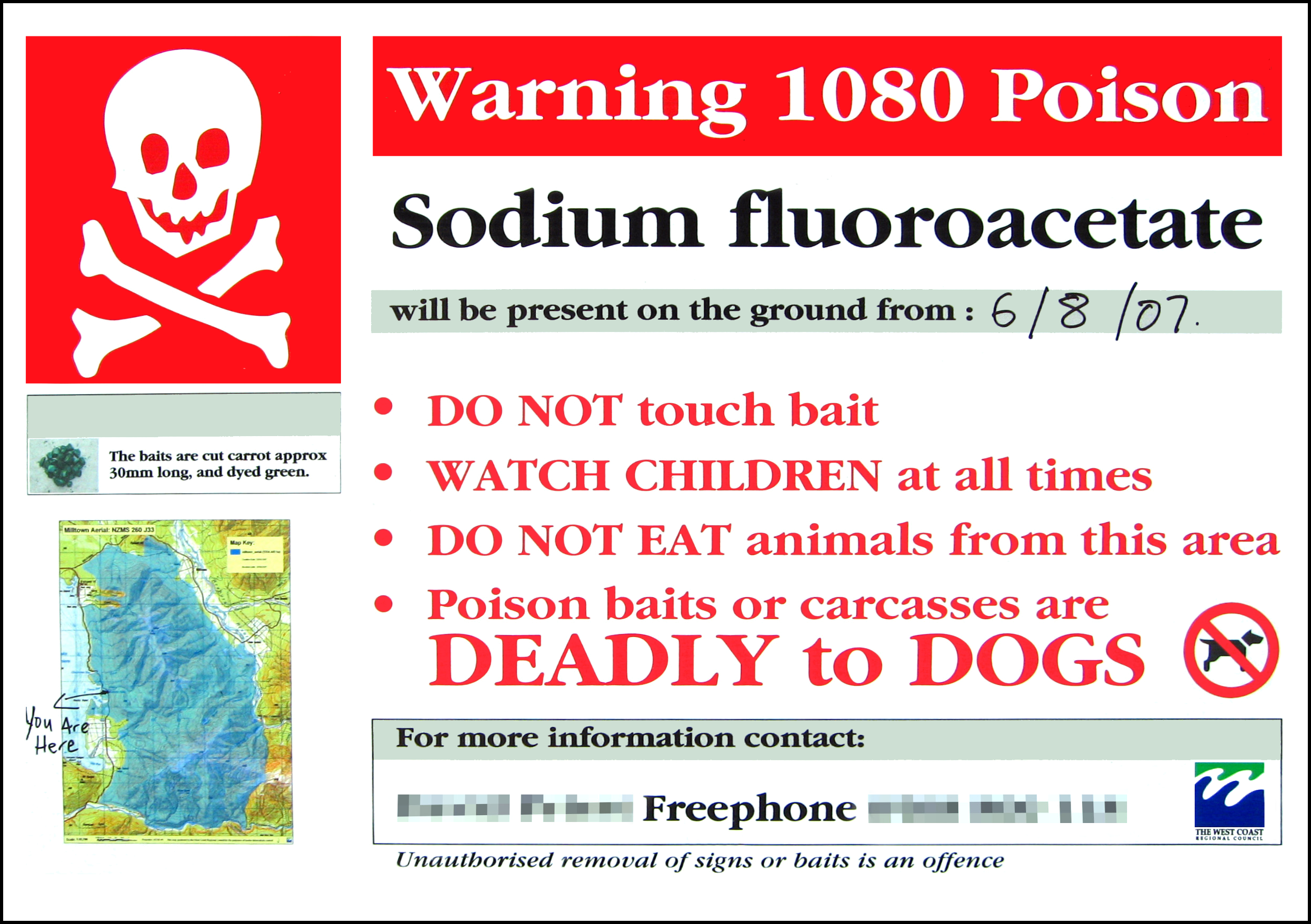
Tablica ostrzegawcza przed fluorooctanem sodu. Okolice jeziora Kaniere, West Coast, Nowa Zelandia

Fluorooctan sodu jest bardzo toksyczny dla ssaków i insektów. Dawkę śmiertelną (LD50) dla człowieka przy podaniu doustnym szacuje się na 2–10 mg/kg, choć znany jest przypadek śmierci przy dawce 0,714 mg/kg. LD jest porównywalna dla wszystkich dróg narażenia, jednak najbardziej prawdopodobną jest spożycie fluorooctanu sodu (udokumentowany jest tylko jeden przypadek prawie śmiertelnego zatrucia po inhalacji). Dla różnych gatunków gryzoni dawka śmiertelna waha się pomiędzy 0,1 a 5 mg/kg i zależy od gatunku, natomiast dla psów i kotów skuteczna dawka do ich zabicia wynosi ok. 0,1–0,5 mg/kg. Przypadkowe zatrucie się człowieka dawką zawartą w trutkach na gryzonie jest więc mało prawdopodobne, jednak psy i koty są bardziej narażone na zatrucie po zjedzeniu takiej trutki.
Fluorooctan sodu jest prawie tak toksyczny, jak fluorooctan metylu i wywołuje objawy w porównywalnym czasie. Jest także nieco bardziej toksyczny od fluoroacetamidu (zwanego także 1081).

### Mechanizm działania
Po przedostaniu się do organizmu fluorooctan sodu hamuje cykl kwasu cytrynowego dzięki podobieństwu do octanu odgrywającego kluczową rolę w metabolizmie. Fluorooctan sodu łączy się z koenzymem A tworząc fluoroacetylo-CoA, który zamiast acetylo-CoA reaguje z syntazą cytrynianową. Powstaje przez to fluorocytrynian, który łączy się silnie z akonitazą, blokując cały cykl. Wiele objawów zatrucia fluorooctanem sodu jest więc bezpośrednimi lub pośrednimi skutkami zaburzenia metabolizmu tlenowego.

### Objawy
U ludzi objawy zatrucia fluorooctanem sodu występują zazwyczaj po 0,5–3 h, choć mogą także wystąpić prawie natychmiastowo lub z maksymalnie 20-godzinnym opóźnieniem. Początkowo występują trudności w oddychaniu, nudności, wymioty, ból w nadbrzuszu, uczucie mrowienia twarzy i nosa, drętwienie twarzy, halucynacje słuchowe, oczopląs. Z czasem, zwłaszcza przy poważnym zatruciu, mogą pojawić się zaburzenia krążenia – tętno naprzemienne, tachykardia, hipotensja, migotanie komór, częstoskurcz komorowy – oraz objawy ze strony ośrodkowego układu nerwowego – lęki, utrata przytomności, drgawki typu epileptycznego, śpiączka – a także nadmierne pocenie się, hipotermia, ślinotok, utrata mowy i reakcji na bodźce, zaburzenia wzroku, hiperglikemia, hipokaliemia lub hipokalcemia, kwasica metaboliczna, podwyższony poziom transaminaz, hiperurykemia, obrzęk płuc, depresja oddechowa i ostra niewydolność nerek. Może dojść także do zatrzymania oddechu i akcji serca.
Skutkami zatrucia fluorooctanem sodu mogą być w późniejszym okresie uszkodzenia nerek, wątroby i tarczycy, trwałe zaburzenia rytmu serca i funkcjonowania ośrodkowego układu nerwowego oraz problemy z płodnością.

### Pierwsza pomoc
Przy kontakcie z fluorooctanem sodu należy płukać oczy lub inne skażone części ciała dużą ilością wody przez kilkanaście minut. Przy spożyciu trucizny powinno się pić dużą ilość wody i nie wywoływać wymiotów. W przypadku wystąpienia problemów z oddychaniem niezbędne jest dostarczanie tlenu. Jeśli doszło do zatrzymania krążenia lub oddechu, należy przystąpić do resuscytacji krążeniowo-oddechowej, uważając przy tym, aby nie doszło do skażenia ratującego.

### Leczenie
Odtrutka na fluorooctan sodu nie jest znana. Leczenie ogranicza się do podtrzymywania funkcji życiowych i leczenia objawowego. Możliwe jest podane węgla aktywowanego. W przypadku hipokalcemii i hipokaliemii wskazane jest podawanie soli wapnia w postaci glukonianu wapnia lub chlorku wapnia. Testy na małpach wykazały, że dożylne podanie monooctanu glicerolu może zapobiegać lub cofać skutki zatrucia, jednak bezpieczeństwo i skuteczność tej terapii nie była testowana u ludzi.

### BHP
W pracy z fluorooctanem sodu zalecany jest ubiór ochronny – rękawice, fartuch lub kombinezon oraz okulary lub maska ochronna. Pracę należy wykonywać pod wyciągiem. W przypadku zapłonu, można użyć gaśnicy pianowej, śniegowej lub gasić wodą.
- NDS: 0,05 mg/m³[5]
- NDSCh: 0,15 mg/m³[5]

## Zastosowanie
Stosowany głównie jako szybko działająca trucizna dla gryzoni oraz większych drapieżników. Jest skuteczny w trutkach i roztworach wodnych o mniejszym stężeniu niż inne rodentycydy.

## Historia
Fluorooctan sodu został odkryty w czasie II wojny światowej przez niemieckich chemików. W 1942 roku Brytyjczycy otrzymali od polskich naukowców informacje, że fluorooctan metylu i podobne związki są wyjątkowo toksyczne. Amerykański National Defense Research Committee (NDRC) oraz brytyjscy naukowcy przebadali ponad 160 alifatycznych związków fluoru, wśród których był także fluorooctan sodu oznaczony numerem 1080. Wstępne badania z małymi próbkami (łącznie 90 kg) przeprowadzone przez Wydział 9 NDRC były bardzo obiecujące. Wydział 9 zarekomendował tę substancję Fish and Wildlife Service do testów jako rodentycyd i wyprodukował kolejne 450 kg do testów terenowych, które zostały przeprowadzone w wielu stanach i jednostkach wojskowych w Stanach Zjednoczonych i za granicą przez Fish and Wildlife Service, Typhus Control Unit of the Public Health Service i służby medyczne wojska i marynarki wojennej. Badania wykazały, że fluorooctan sodu jest najbardziej obiecującym rodentycydem z dostępnych w tamtych czasach.
Z uwagi na dużą toksyczność, w 1972 roku administracja Richarda Nixona zakazała stosowania fluorooctanu sodu, jednak w połowie lat 80. administracja Ronalda Reagana zezwoliła na użycie tego środka do ochrony zwierząt hodowlanych. Większość produkowanego od 1956 roku w zakładach Tull Chemical w Oksfordzie w stanie Alabama fluorooctanu sodu była eksportowana m.in. do Nowej Zelandii, Meksyku, Izraela i Australii jako środek do zwalczania szkodników.
W listopadzie 2004 roku, kongresmen Peter DeFazio złożył wniosek do Departamentu Bezpieczeństwa Krajowego o zaprzestanie produkcji i użycia fluorooctanu sodu z uwagi na jego potencjalną możliwość zastosowania przez terrorystów. W maju 2005 roku został opublikowany raport wraz ze zdjęciem zrobionym w maju 2003 roku, na którym znajduje się odnaleziony w Iraku przez wojska koalicji fluorooctan sodu. Środek ten został następnie uznany przez Stany Zjednoczone i Kanadę za truciznę, która może zostać użyta przez terrorystów do skażania wody pitnej. W grudniu 2005 roku Peter DeFazio złożył projekt ustawy zakazującej użycia i produkcji oraz nakazującej zniszczenie zapasów fluorooctanu sodu. Projekt ustawy Compound 1080 and M-44 Elimination Act został jednak skierowany do podkomisji i w związku z końcem sesji Kongresu nie będzie poddawany pod głosowanie.
Do tej pory nie udokumentowano żadnej sprawy kryminalnej z użyciem fluorooctanu sodu. Wszystkie zatrucia były przypadkowe lub dokonane w celach samobójczych. Według niektórych teorii, fluorooctan sodu mógł zostać użyty do zabicia Badri Patarkaciszwiliego, który zmarł nagle na zawał serca 12 lutego 2008 roku.